# Webster (Floride)
Pour les articles homonymes, voir Webster.
Webster est une ville américaine située dans le comté de Sumter en Floride.

## Démographie
| 1910 | 1920 | 1930 | 1940 | 1950 | 1960 |
| ---- | ---- | ---- | ---- | ---- | ---- |
| 301  | 361  | 514  | 454  | 569  | 366  |

| 1970 | 1980 | 1990 | 2000 | 2010 | - |
| ---- | ---- | ---- | ---- | ---- | - |
| 739  | 856  | 746  | 805  | 785  | - |

Selon le recensement de 2010, Webster compte 785 habitants. La municipalité s'étend sur 1,33 milles carrés (3,44 km2), dont 24,76 milles carrés (64,13 km2) de terres.